# Jo Stafford
Jo Stafford (12. november 1917 i Californien – 16. juli 2008) var en amerikansk popsangerinde, hvis karriere spændte fra 1920'erne til 1960'erne. Hun var berømt for sin meget klare sangstemme og blev i sin tid betragtet som én af de bedste indenfor faget. Oprindelig ønskede hun at blive operasangerinde, men på grund af Depressionen opgav hun denne levevej og tilsluttede sig i stedet sanggruppen The Stafford Sisters sammen med sine to søstre Christine og Pauline.
Senere blev hun medlem af en anden sanggruppe, The Pied Pipers, som bestod af otte medlemmer og som bl.a. samarbejdede med Tommy Dorsey og Frank Sinatra.
Hun giftede sig i 1952 og fik to børn.